# أليكساندرو مارك
أليكساندرو مارك (بالرومانية: Alexandru Marc)‏ (16 يناير 1983 ببراشوف في رومانيا - ) هو لاعب كرة قدم روماني في مركز حراسة المرمى. شارك مع منتخب رومانيا تحت 21 سنة لكرة القدم. أما مع النوادي، فقد لعب مع دينامو بوخارست وسي إف آر كلوج ونادي براشوف وCSM Corona Brașov (football) ‏ وفوركس براشوف ‏ وبوليتنيكا ياشي.

## وصلات خارجية
- أليكساندرو مارك على موقع قاعدة بيانات كرة القدم.إي يو (الإنجليزية)
- أليكساندرو مارك على موقع Soccerway.com (الإنجليزية)